# Lex Iulia municipalis
Die Lex Iulia municipalis war ein Gesetz Caesars mit Bezug auf die kommunalen Einrichtungen aus dem Jahr 45 v. Chr. Nachdem die Landstädte Italiens zuvor mit vollem Bürgerrecht ausgestattet zu Munizipien erhoben und so die „italischen Landstädte“ entstanden waren, erhielten diesen Rechtsstatus nun auch außerhalb Italiens gelegene Städte in den Provinzen. Das Gesetz, insgesamt von unsicherem Inhalt und unsicherer Tragweite, regelte eine Kommunalordnung mit eigener Gerichtsbarkeit, möglicherweise wurden auch die ädilizischen Befugnisse der örtlichen Magistrate neu organisiert. Caesar hatte die lex im Rahmen mehrerer iulischer Gesetze selbst rogiert und sie galt bis in die Kaiserzeit.
Das Gesetz ist auf zwei 1732 in Herakleia gefundenen Bronzetafeln teilweise erhalten. Die beiden zusammengehörigen Bruchstücke wurden anfänglich als tabula Heracleensis bezeichnet.
Die Bestimmungen verfolgten ein föderalistisches Ziel, denn in Rom sollten nicht alle Fäden mehr zusammenlaufen. Nicht in allen Belangen sollten sich die Provinzstädte Rom unterordnen, sie sollten Freiräume erhalten und selbstständiger werden. Daraufhin verfügten Kommunalverfassungen das Recht zur Bildung eigener urbaner Volksversammlungen, eines eigenen Senats und eigener Behörden. Der gesamte städtische Betrieb wurde von der Verfassung regulatorisch erfasst. Der städtische Zensus, ebenfalls zuletzt Rom unterstellt, wurde lokalisiert und bei den Munizipialmagistraten angesiedelt. Die Magistraten fertigten die Zensuslisten an und lieferten sie in Rom ab. Rom ermittelte und regelte sodann die Tributleistungen, rekrutierte Leute für den Kriegsdienst und stellte die Voraussetzungen für die Stimmberechtigung in den Gremien der Zenturiats- und Tributkomitien sicher.
Da die Städte eigene Gerichtsbarkeiten einrichteten, konnten – vorbehaltlich der originären Aufgabenstellung des Stadtprätors (praetor urbanus) – kommunale Beamte zahlreiche straf- und zivilrechtliche Angelegenheiten in eigener Kompetenz ausüben (IV viri, II viri iure dicundo). Maßstab für die Zuordnung einer Rechtssache an das Reich oder die lokalen Gremien, war der Streitwert. Lokale Beamte verfügten über kein imperium, handelten aber selbstständig. Schwurgerichtliche Prozesse verblieben unter dem Vorbehalt des Prätors. Wer sich in seiner Heimatstadt eines Vergehens schuldig gemacht hatte, das im öffentlichen Interesse verfolgt wurde (iudicium publicum), war von allen munizipalen und stadtleitenden Ämtern ausgeschlossen. Nicht anders erging es aus zivilrechtlichen Streitigkeiten Verurteilte, wenn sie mit Infamie belegt waren, denn sie wurden analog behandelt. Die lex unterhielt Infamie-Kataloge, die häufiger herangezogen wurden, um Voraussetzungen und Schranken der Sanktion zu klären.
Da die lex um die öffentliche Ordnung bemüht war, regelte sie die notwendigen verwaltungsrechtlichen Maßnahmen. Dazu gehörte die den Ädilen obliegende Aufsicht über Märkte, Straßen und Plätze. Heute ungeklärt ist, ob diese Anordnungen nicht bereits auf die Zeit des  Bundesgenossenkrieges zurückzuführen sind, zu Caesars Zeit noch Bestand hatten und er sie wiederholen ließ. Eine Verbotsnorm wies die Privaten an, den öffentlichen Raum von Einbauten und Anlagen frei zu halten. Auch hierüber wachten die Ädile. Auch zum Maßnahmenkatalog gehörten gehörten die Vorgaben zur Vornahme von öffentlichen Erklärungen vor einem Beamten, die zum Ausschluss von der Getreideverteilung führen.
Den leges Iulia municipalis und Rubria verdankt die rechtshistorische Forschung wichtige Quellen zum Verständnis italischer Stadtverfassungen, denn vieles davon ist von der justinianischen Kompilation des römischen Rechts in der Spätantike nicht mehr aufgenommen worden.